# هاب مايرز (لاعب هوكي الجليد)
هاب مايرز هو لاعب هوكي الجليد كندي، ولد في 28 يوليو 1947 في إدمونتون في كندا.

## وصلات خارجية
- هاب مايرز على موقع دوري الهوكي الوطني (الإنجليزية)
- هاب مايرز على موقع قاعة مشاهير الهوكي (لاعب أن.إتش.أل) (الإنجليزية)
- هاب مايرز على موقع EliteProspects.com (الإنجليزية)
- هاب مايرز على موقع HockeyDB.com (الإنجليزية)
- هاب مايرز على موقع Hockey-Reference.com (الإنجليزية)